# Peter Wendelboe
 Der er for få eller ingen kildehenvisninger i denne artikel, hvilket er et problem. Du kan hjælpe ved at angive troværdige kilder til de påstande, som fremføres i artiklen.

Peter Wendelboe (29. august 1942 i Aalborg) er en dansk multimediekunstner.
Han begyndte som portrættegner som 10-årig og har siden bredt sig over mange forskellige udtryksformer.

Peter Wendelboe har desuden bl.a. udstillet  på Kunstnernes Påskeudstilling i Aarhus (jernskulpturer), på Charlottenborgs Forårsudstilling (skulptur og grafik) og Kunstnernes Efterårsudstilling.
Han har solgt til Statens Kunstfond og været censor på Charlottenborgs Forårsudstilling. Hans arbejdsområder har været maleri, portræt- og karikaturtegning, skulpturer i forskellige materialer, situationisme og multimediakunst. 
Desuden har han skrevet digte og komponeret musik. Han er foredragsholder om kulturelle og historiske emner, samt fra 1995 redaktør af netavisen, kanalblokhus.dk og grundlægger af multimediajulekalenderen, julen.nu, hvert år siden 1960 med emner om dansk kultur, først analogt med smalfilm, lysbilledapparater og quadrofonisk musik, og siden internettet blev tilført den grafiske brugerflade i 1995.
Han var også med til at popularisere den kasket, der senere fik navnet "klaphatten" og i en rød-hvid udgave og med påsyet dannebrogsflag blev en populær hovedbeklædning blandt fodboldfans.
Da han i 2022 fyldte 80 år, udkom bogen "Øglernes Urkraft" skrevet af sønnen Hans Wendelboe Bøcher og med forord af tidligere kultur- og undervisningsminister Bertel Haarder.
Samtidig afholdtes to retrospektive udstillinger af Peter Wendelboes kunst gennem 70 år. Den ene i fyrmesterboligen i Hirtshals Fyr, der nu tjener som kunstbygning, den anden i Jammerbugt Kommunes Kunst- og Kulturcenter Bratskov i Brovst. 
Peter Wendelboe var medlem af sammenslutningen DK70. 